# Клаудія Шиффер
Кла́удія Ши́ффер (нім. Claudia Schiffer, нар. 25 серпня 1970, Райнберг, ФРН) — німецька супермодель, акторка, посол доброї волі ЮНІСЕФ від Великої Британії. З'явилася на обкладинках журналів близько 900 разів. Одна з найвисокооплачуваніших моделей у світі. Журнал «Форбс» оцінює її статки в 55 мільйонів доларів.

## Кар'єра
У модельному бізнесі Шиффер дебютувала в 1987 році після того, як познайомилася з директором модельного агентства «Metropolitan». Клаудія переїхала до Парижу і знялася для обкладинки журналу «ELLE». Потім отримала вигідний контракт на показ моделей від будинку Chanel. Контракт з Chanel, рекламна кампанія для Guess Jeans, кілька довгострокових контрактів з Revlon зробили її однією з найвисокооплачуваніших моделей у світі.
За модельну кар'єру з'явилася на обкладинках журналів близько 900 разів. Німецькі ЗМІ постійно заносять її до списку найбагатших жінок Німеччини. За кожний робочий день вона отримувала близько 50 тисяч доларів. Журнал «Форбс» оцінює її статки в 55 мільйонів доларів.
У 1995 році Клаудія Шиффер стала найкрасивішою дівчиною у світі за версією журналу «Paris Match».
У 1997 році підписала контракт з французькою фірмою L'Oreal для просування її лінії продуктів Elseve по догляду за волоссям.
Разом з іншими топмоделями свого покоління — Сінді Кроуфорд, Кейт Мосс, Наомі Кемпбелл, Ель Макферсон і Крісті Терлінгтон — заснувала нині закрите Fashion Café в Нью-Йорку. Відмова Шиффер фотографуватися топлес вважалася визначною. 2010 року, незадовго до народження третьої дитини, вона сфотографувалася на значному терміні вагітності для німецького Vogue. В індустрії її вважали надійною та дисциплінованою.
Навесні 2016 року Шиффер, спільно з Наомі Кемпбелл і  Сінді Кроуфорд, знялася у фотосесії для модного будинку Balmain. Фотосесію виконав фотограф Стівен Кляйн.

## Особисте життя
У 2002 році після 16 місяців знайомства Клаудія одружилася з британським продюсером і кінорежисером Метью Воном — сином графа Джорджа Альберта Гарлі де Драммонда, який, своєю чергою, був хрещеником короля Георга VI. Замість обручки Метью подарував нареченій черепаху. У подружжя троє дітей: син — Каспар (нар. 30 січня 2003), дочки — Клементина (9 листопада 2004) і Козіма Вайолет Он Драммонд (14 травня 2010).